# José Miguel Ribeiro
José Miguel Ribeiro (Amadora, Portugal, 18 de enero de 1966) es un cineasta portugués.

## Biografía
José Miguel Ribeiro nació el 18 de enero de 1966 en Amadora, Portugal. Termina los estudios de Bellas Artes en la Escola Superior de Belas-Artes de Lisboa y empieza a trabajar como dibujante en 1990.
Empieza realizando unos cortos de animación en 1994 entre los más destacados O Banquete da Rainha y O Ovo. En 1999 realiza A Suspeita, corto con el que fue galardonado con 26 premios internacionales, destacándose el Cartoon D’Or en el año 2000. En el año 2004 hace una serie de dibujos animados en stop motion de 1,40 minutos de duración titulada As coisas la de casa que consta de 26 episodios, donde los protagonistas son las cosas que se encuentran en una casa: la fregona, el cepillo de dientes, las gafas, la aspiradora etc. La serie fue galardonada con varios premios internacionales.

## Filmografía

### Cortos
| Año  | Título                    | Trabajo                     |
| ---- | ------------------------- | --------------------------- |
| 2016 | Fragments                 | Director, guionista         |
| 2016 | Estilhaços                | Director, guionista, editor |
| 2014 | 20 Desenhos E Um Abraço   | Director, guionista         |
| 2014 | Papel de Natal            | Director                    |
| 2012 | Amareloazulpretoamarelo   | Productor                   |
| 2011 | O Sapateiro               | Productor                   |
| 2011 | Independência de Espírito | Productor                   |
| 2010 | Desassossego              | Productor                   |
| 2010 | Viagem a Cabo Verde       | Guionista, productor        |
| 2009 | Passeio de Domingo        | Director                    |
| 2009 | Mi vida en tus manos      | Productor                   |
| 2005 | Abraço do Vento           | Director, guionista         |
| 2000 | A Suspeita                | Director                    |
| 1994 | O Banquete da Rainha      | Director                    |
| 1994 | O Ovo                     | Director, guionista         |
| 1993 | Os Salteadores            | Departamento de animación   |

### Series de televisión
| Año  | Título               | Trabajo  |
| ---- | -------------------- | -------- |
| 2004 | As coisas la de casa | Director |

### Películas
| Año  | Título         | Trabajo             |
| ---- | -------------- | ------------------- |
| 2015 | Paso a paso... | Director, guionista |